# Campionatul Mondial de Handbal Feminin din 2019
Campionatul Mondial de Handbal Feminin din 2019 a fost a XXIV-a ediție a turneului organizat Federația Internațională de Handbal și a avut loc între 30 noiembrie și 15 decembrie 2019, în Japonia. Aceasta a primit statutul de țară gazdă pe 28 noiembrie 2013.

## Sălile
Campionatul Mondial s-a desfășurat pe arene din Prefectura Kumamoto. În plus, Comitetul de organizare a pus la dispoziție și o sală în Tokyo, pentru a se pregăti pentru Jocurile Olimpice de vară din 2020. Kumamoto a găzduit și anterior turnee majore de handbal, spre exemplu Campionatul Mondial Masculin din 1997.
| Higashi-ku                            | Minami-ku                            | Nishi-ku                                         | Yatsushiro                                     | Yamaga                                     |
| Park Dome Kumamoto Capacitate: 10.000 | Aqua Dome Kumamoto Capacitate: 6.400 | Gimnaziul prefecturii Kumamoto Capacitate: 3.400 | Gimnaziul general Yatsushiro Capacitate: 2.500 | Gimnaziul general Yamaga Capacitate: 2.100 |
|                                       |                                      |                                                  |                                                |                                            |

## Bilete
Biletele au fost puse în vânzare pe 25 noiembrie 2018, la ora locală 10:00 (ora 01:00 UTC).

## Turneele de calificare
| Competiția                                       | Data                             | Gazda         | Locurile disponibile | Calificate                                                                                   |
| ------------------------------------------------ | -------------------------------- | ------------- | -------------------- | -------------------------------------------------------------------------------------------- |
| Țara gazdă                                       | 28 noiembrie 2013                | Doha          | 1                    | Japonia                                                                                      |
| Campioana mondială                               | 1 – 17 decembrie 2017            | Germania      | 1                    | Franța                                                                                       |
| Campionatul Central și Sud-American din 2018     | 29 noiembrie – 4 decembrie 2018  | Maceió        | 2                    | Argentina · Brazilia                                                                         |
| Campionatul European de Handbal Feminin din 2018 | 29 noiembrie – 16 decembrie 2018 | Franța        | 3                    | Rusia · Țările de Jos · România                                                              |
| Campionatul Asiatic de Handbal Feminin din 2018  | 30 noiembrie – 9 decembrie 2018  | Japonia       | 4                    | Australia · China · Coreea de Sud · Kazahstan                                                |
| Campionatul African de Handbal Feminin din 2018  | 2 – 12 decembrie 2018            | Brazzaville   | 3                    | Angola · Senegal · RD Congo                                                                  |
| Campionatul Nord-American și Caraibian din 2019  | 28 mai – 2 iunie 2019            | Mexic         | 1                    | Cuba                                                                                         |
| Meciurile de baraj europene                      | 23 noiembrie – 6 iunie 2019      | Diverse gazde | 9                    | Danemarca · Germania · Muntenegru · Norvegia · Serbia · Slovenia · Spania · Suedia · Ungaria |

## Echipele calificate
| Țara          | Calificată ca                                                | Data obținerii calificării | Apariții anterioare în competiție1, 2 |
| ------------- | ------------------------------------------------------------ | -------------------------- | --- |
| Japonia       | Gazdă                                                        | 28 noiembrie 2013          | 18 (1962, 1965, 1971, 1973, 1975, 1986, 1995, 1997, 1999, 2001, 2003, 2005, 2007, 2009, 2011, 2013, 2015, 2017)                               |
| Franța        | Campioana Mondială                                           | 17 decembrie 2017          | 13 (1986, 1990, 1997, 1999, 2001, 2003, 2005, 2007, 2009, 2011, 2013, 2015, 2017)                                                             |
| Brazilia      | Finalistă a Campionatului Sud-American 2018                  | 3 decembrie 2018           | 12 (1995, 1997, 1999, 2001, 2003, 2005, 2007, 2009, 2011, 2013, 2015, 2017)                                                                   |
| Argentina     | Finalistă a Campionatului Sud-American 2018                  | 3 decembrie 2018           | 9 (1999, 2003, 2005, 2007, 2009, 2011, 2013, 2015, 2017)                                                                                      |
| China         | Semifinalistă a Campionatului Asiatic din 2018               | 4 decembrie 2018           | 15 (1986, 1990, 1993, 1995, 1997, 1999, 2001, 2003, 2005, 2007, 2009, 2011, 2013, 2015, 2017)                                                 |
| Kazahstan     | Semifinalistă a Campionatului Asiatic din 2018               | 4 decembrie 2018           | 4 (2007, 2009, 2011, 2015) |
| Coreea de Sud | Semifinalistă a Campionatului Asiatic din 2018               | 4 decembrie 2018           | 17 (1978, 1982, 1986, 1990, 1993, 1995, 1997, 1999, 2001, 2003, 2005, 2007, 2009, 2011, 2013, 2015, 2017)                                     |
| Australia     | Locul 5 la Campionatul Asiatic din 2018                      | 8 decembrie 2018           | 7 (1999, 2003, 2005, 2007, 2009, 2011, 2013)                                                                                                  |
| Angola        | Finalistă a Campionatului African din 2018                   | 10 decembrie 2018          | 14 (1986, 1990, 1993, 1995, 1997, 1999, 2001, 2003, 2005, 2007, 2009, 2011, 2013, 2015, 2017)                                                 |
| Senegal       | Finalistă a Campionatului African din 2018                   | 10 decembrie 2018          | 0 (Debut) |
| RD Congo      | Locul 3 la Campionatul African din 2018                      | 12 decembrie 2018          | 2 (2013, 2015) |
| Țările de Jos | Semifinalistă la Campionatul European 2018                   | 12 decembrie 2018          | 11 (1971, 1973, 1978, 1986, 1999, 2001, 2005, 2011, 2013, 2015, 2017)                                                                         |
| România       | Semifinalistă la Campionatul European 2018                   | 12 decembrie 2018          | 23 (1957, 1962, 1965, 1971, 1973, 1975, 1978, 1982, 1986, 1990, 1993, 1995, 1997, 1999, 2001, 2003, 2005, 2007, 2009, 2011, 2013, 2015, 2017) |
| Rusia         | Semifinalistă la Campionatul European 2018                   | 12 decembrie 2018          | 19 (1962, 1973, 1975, 1978, 1982, 1986, 1990, 1993, 1995, 1997, 1999, 2001, 2003, 2005, 2007, 2009, 2011, 2015, 2017)                         |
| Cuba          | Finalistă la Campionatul Nord-American și Caraibian din 2019 | 2 iunie 2019               | 3 (1999, 2011, 2015) |
| Danemarca     | Câștigătoare a meciurilor de baraj                           | 5 iunie 2019               | 19 (1957, 1962, 1965, 1971, 1973, 1975, 1990, 1993, 1995, 1997, 1999, 2001, 2003, 2005, 2009, 2011, 2013, 2015, 2017)                         |
| Germania      | Câștigătoare a meciurilor de baraj                           | 5 iunie 2019               | 12 (1993, 1995, 1997, 1999, 2003, 2005, 2007, 2009, 2011, 2013, 2015, 2017)                                                                   |
| Muntenegru    | Câștigătoare a meciurilor de baraj                           | 5 iunie 2019               | 4 (2011, 2013, 2015, 2017) |
| Norvegia      | Câștigătoare a meciurilor de baraj                           | 5 iunie 2019               | 19 (1971, 1973, 1975, 1982, 1986, 1990, 1993, 1995, 1997, 1999, 2001, 2003, 2005, 2007, 2009, 2011, 2013, 2015, 2017)                         |
| Ungaria       | Câștigătoare a meciurilor de baraj                           | 5 iunie 2019               | 21 (1957, 1962, 1965, 1971, 1973, 1975, 1978, 1982, 1986, 1993, 1995, 1997, 1999, 2001, 2003, 2005, 2007, 2009, 2013, 2015, 2017)             |
| Serbia        | Câștigătoare a meciurilor de baraj                           | 6 iunie 2019               | 5 (2001, 2003, 2013, 2015, 2017) |
| Slovenia      | Câștigătoare a meciurilor de baraj                           | 6 iunie 2019               | 5 (1997, 2001, 2003, 2005, 2017) |
| Suedia        | Câștigătoare a meciurilor de baraj                           | 6 iunie 2019               | 9 (1957, 1990, 1993, 1995, 2001, 2009, 2011, 2015, 2017)                                                                                      |
| Spania        | Câștigătoare a meciurilor de baraj                           | 6 iunie 2019               | 9 (1993, 2001, 2003, 2007, 2009, 2011, 2013, 2015, 2017)                                                                                      |

1 Bold indică echipa campioană din acel an
2 Italic indică echipa gazdă din acel an

## Tragerea la sorți
Tragerea la sorți s-a desfășurat pe 21 iunie 2019, de la ora locală 16:00, la GINZA SIX din Tokyo, Japonia, și a fost transmisă în direct pe pagina oficială și pe canalul YouTube al Federației Internaționale de Handbal (IHF). Extragerea a fost efectuată de Hassan Moustafa, președintele IHF, împreună cu Ikuo Kabashima, guvernator al prefecturii Kumamoto, Kanji Wakunaga, președintele Asociației Japoneze de Handbal, Ulrik Kirkely, antrenorul echipei naționale a Japoniei, și handbalistele japoneze Nozomi Hara (căpitanul echipei) și Shiori Nagata.

### Distribuția în urnele valorice
24 de echipe calificate la turneul final al Campionatului Mondial au fost distribuite în 6 urne valorice în funcție de coeficienții IHF. Franța, campioană mondială în 2017, Rusia, Olanda și România, echipe clasate pe locurile 2–4 la Campionatul European din 2018, au fost distribuite în prima urnă valorică. Ca țară organizatoare, Japonia a avut dreptul de a-și alege grupa în care să joace. 
| Urna 1                                     | Urna a 2-a                                | Urna a 3-a                                 | Urna a 4-a                                  | Urna a 5-a                                | Urna a 6-a                                |
| ------------------------------------------ | ----------------------------------------- | ------------------------------------------ | ------------------------------------------- | ----------------------------------------- | ----------------------------------------- |
| - Franța - Rusia - Țările de Jos - România | - Norvegia - Suedia - Ungaria - Danemarca | - Muntenegru - Japonia - Germania - Serbia | - Spania - Slovenia - Coreea de Sud - China | - Brazilia - Angola - Senegal - Argentina | - Kazahstan - Cuba - RD Congo - Australia |

## Arbitrii
Pentru competiție au fost selectate 17 perechi de arbitri.
| Arbitri   | Arbitri                                 |
| --------- | --------------------------------------- |
| Algeria   | Yousef Belkhiri Sid Ali Hamidi          |
| Argentina | María Paolantoni Mariana García         |
| China     | Cheng Yufeng Zhou Yunlei                |
| Croația   | Davor Lončar Zoran Lončar               |
| Danemarca | Karina Christiansen Line Hansen         |
| Egipt     | Yasmina El-Saied Heidy El-Saied         |
| Franța    | Charlotte Bonaventura Julie Bonaventura |
| Germania  | Maike Merz Tanja Kuttler                |
| Japonia   | Koyoshi Hizaki Tomokazu Ikebuchi        |

| Arbitri       | Arbitri                             |
| ------------- | ----------------------------------- |
| România       | Cristina Năstase Simona Stancu      |
| Rusia         | Viktoria Alpaidze Tatiana Berezkina |
| Slovenia      | Bojan Lah David Sok                 |
| Serbia        | Vanja Antić Jelena Jakovljević      |
| Coreea de Sud | Koo Bon-ok Lee Se-ok                |
| Spania        | Ignacio García Andreu Marín         |
| Tunisia       | Samir Krichen Samir Makhlouf        |
| Uruguay       | Mathias Sosa Cristian Lemes         |

## Grupele preliminare
| Modul de departajare |
| --- |
| În faza grupelor echipele au fost departajate pe bază de punctaj (2 puncte pentru victorie, 1 punct pentru meci egal, 0 puncte pentru înfrângere). După terminarea fazei grupelor, dacă două sau mai multe echipe dintr-o grupă au acumulat același număr de puncte, atunci departajarea lor s-a făcut conform articolului 3, alineatul 3.4.1. din regulament, ținând cont de următoarele criterii și în următoarea ordine: 1. Cel mai mare număr de puncte obținute în meciurile directe; 2. Golaveraj superior în meciurile directe; 3. Cel mai mare număr de goluri înscrise în meciurile directe (sau în meciul din deplasare, în cazul sistemului tur-retur); 4. Golaveraj superior în toate meciurile din grupă; 5. Cel mai bun golaveraj pozitiv în toate meciurile din grupă; Dacă, folosind criteriile de mai sus, a fost determinat locul uneia din echipele cu punctaj egal, criteriile au fost din nou folosite în aceeași ordine până când a fost determinat locul tuturor echipelor. În situația în care echipele ar fi rămas la egalitate și după folosirea criteriilor de mai sus, atunci Federația Internațională de Handbal ar fi luat o decizie de departajare prin tragere la sorți. Acest lucru nu s-a întâmplat. În timpul fazei grupelor doar criteriile 4–5 s-au aplicat pentru a determina clasamentul provizoriu al echipelor. |

Calendarul de mai jos respectă Ora Europei de Est (UTC+2).

### Grupa A
| Loc | Echipa        | MJ | V | E | Î | GM  | GP  | DG   | Pct | Calificare         |
| --- | ------------- | -- | - | - | - | --- | --- | ---- | --- | ------------------ |
| 1   | Țările de Jos | 5  | 4 | 0 | 1 | 178 | 134 | +44  | 8   | Grupele principale |
| 2   | Norvegia      | 5  | 4 | 0 | 1 | 169 | 115 | +54  | 8   | Grupele principale |
| 3   | Serbia        | 5  | 3 | 0 | 2 | 155 | 143 | +12  | 6   | Grupele principale |
| 4   | Angola        | 5  | 2 | 0 | 3 | 150 | 151 | −1   | 4   |                    |
| 5   | Slovenia      | 5  | 2 | 0 | 3 | 142 | 150 | −8   | 4   |                    |
| 6   | Cuba          | 5  | 0 | 0 | 5 | 122 | 223 | −101 | 0   |                    |

1. 1 2  Olanda 30–28 Norvegia
2. 1 2  Slovenia 24–33 Angola

| 30 noiembrie 2019 08:00 | Serbia    | 32 – 25 | Angola   | Aqua Dome Kumamoto, Minami-ku Asistență: 3.605 Arbitri: García, Paolantoni |
| 30 noiembrie 2019 08:00 | Nikolić 7 | (16–12) | Guialo 5 | Aqua Dome Kumamoto, Minami-ku Asistență: 3.605 Arbitri: García, Paolantoni |
| 30 noiembrie 2019 08:00 | 4× 2×     | Raport  | 4× 1×    | Aqua Dome Kumamoto, Minami-ku Asistență: 3.605 Arbitri: García, Paolantoni |

| 30 noiembrie 2019 11:00 | Țările de Jos     | 26 – 32 | Slovenia  | Aqua Dome Kumamoto, Minami-ku Asistență: 2.864 Arbitri: Krichen, Makhlouf |
| 30 noiembrie 2019 11:00 | Abbingh, Polman 5 | (14–15) | Stanko 12 | Aqua Dome Kumamoto, Minami-ku Asistență: 2.864 Arbitri: Krichen, Makhlouf |
| 30 noiembrie 2019 11:00 | 3× 1×             | Raport  | 4× 1×     | Aqua Dome Kumamoto, Minami-ku Asistență: 2.864 Arbitri: Krichen, Makhlouf |

| 30 noiembrie 2019 13:30 | Norvegia       | 47 – 16 | Cuba               | Aqua Dome Kumamoto, Minami-ku Asistență: 1.871 Arbitri: El-Saied, El-Saied |
| 30 noiembrie 2019 13:30 | Herrem, Løke 8 | (25–9)  | Céspedes, Lussón 3 | Aqua Dome Kumamoto, Minami-ku Asistență: 1.871 Arbitri: El-Saied, El-Saied |
| 30 noiembrie 2019 13:30 | 3×             | Raport  | 1×                 | Aqua Dome Kumamoto, Minami-ku Asistență: 1.871 Arbitri: El-Saied, El-Saied |

| 2 decembrie 2019 05:30 | Cuba   | 27 – 46 | Serbia           | Aqua Dome Kumamoto, Minami-ku Asistență: 5.570 Arbitri: Krichen, Makhlouf |
| 2 decembrie 2019 05:30 | Rizo 6 | (11–25) | trei jucătoare 6 | Aqua Dome Kumamoto, Minami-ku Asistență: 5.570 Arbitri: Krichen, Makhlouf |
| 2 decembrie 2019 05:30 | 5×     | Raport  | 4× 1×            | Aqua Dome Kumamoto, Minami-ku Asistență: 5.570 Arbitri: Krichen, Makhlouf |

| 2 decembrie 2019 08:00 | Angola   | 28 – 35 | Țările de Jos | Aqua Dome Kumamoto, Minami-ku Asistență: 4.690 Arbitri: Belkhiri, Hamidi |
| 2 decembrie 2019 08:00 | Carlos 9 | (12–17) | Abbingh 11    | Aqua Dome Kumamoto, Minami-ku Asistență: 4.690 Arbitri: Belkhiri, Hamidi |
| 2 decembrie 2019 08:00 | 5× 1×    | Raport  | 5× 2×         | Aqua Dome Kumamoto, Minami-ku Asistență: 4.690 Arbitri: Belkhiri, Hamidi |

| 2 decembrie 2019 13:30 | Slovenia | 20 – 36 | Norvegia   | Aqua Dome Kumamoto, Minami-ku Asistență: 1.680 Arbitri: Bonaventura, Bonaventura |
| 2 decembrie 2019 13:30 | Gros 9   | (12–13) | Jacobsen 8 | Aqua Dome Kumamoto, Minami-ku Asistență: 1.680 Arbitri: Bonaventura, Bonaventura |
| 2 decembrie 2019 13:30 | 3×       | Raport  | 3×         | Aqua Dome Kumamoto, Minami-ku Asistență: 1.680 Arbitri: Bonaventura, Bonaventura |

| 3 decembrie 2019 08:00 | Țările de Jos | 51 – 23 | Cuba       | Aqua Dome Kumamoto, Minami-ku Asistență: 5.060 Arbitri: García, Paolantoni |
| 3 decembrie 2019 08:00 | Malestein 11  | (22–11) | Céspedes 4 | Aqua Dome Kumamoto, Minami-ku Asistență: 5.060 Arbitri: García, Paolantoni |
| 3 decembrie 2019 08:00 | 5× 1×         | Raport  | 6×         | Aqua Dome Kumamoto, Minami-ku Asistență: 5.060 Arbitri: García, Paolantoni |

| 3 decembrie 2019 11:00 | Slovenia | 24 – 33 | Angola            | Aqua Dome Kumamoto, Minami-ku Asistență: 2.280 Arbitri: Koo, Lee |
| 3 decembrie 2019 11:00 | Stanko 9 | (12–16) | Kassoma, Carlos 6 | Aqua Dome Kumamoto, Minami-ku Asistență: 2.280 Arbitri: Koo, Lee |
| 3 decembrie 2019 11:00 | 3× 2×    | Raport  | 5×                | Aqua Dome Kumamoto, Minami-ku Asistență: 2.280 Arbitri: Koo, Lee |

| 3 decembrie 2019 13:30 | Norvegia           | 28 – 25 | Serbia     | Aqua Dome Kumamoto, Minami-ku Asistență: 1.970 Arbitri: Kuttler, Merz |
| 3 decembrie 2019 13:30 | Arntzen, Oftedal 7 | (13–12) | Liščević 6 | Aqua Dome Kumamoto, Minami-ku Asistență: 1.970 Arbitri: Kuttler, Merz |
| 3 decembrie 2019 13:30 | 4× 3×              | Raport  | 8× 1×      | Aqua Dome Kumamoto, Minami-ku Asistență: 1.970 Arbitri: Kuttler, Merz |

| 5 decembrie 2019 08:00 | Cuba   | 26 – 39 | Slovenia  | Aqua Dome Kumamoto, Minami-ku Asistență: 5.520 Arbitri: Năstase, Stancu |
| 5 decembrie 2019 08:00 | Rizo 7 | (15–17) | Stanko 11 | Aqua Dome Kumamoto, Minami-ku Asistență: 5.520 Arbitri: Năstase, Stancu |
| 5 decembrie 2019 08:00 | 2×     | Raport  | 5× 3×     | Aqua Dome Kumamoto, Minami-ku Asistență: 5.520 Arbitri: Năstase, Stancu |

| 5 decembrie 2019 11:00 | Serbia           | 23 – 36 | Țările de Jos | Aqua Dome Kumamoto, Minami-ku Asistență: 2.460 Arbitri: Bonaventura, Bonaventura |
| 5 decembrie 2019 11:00 | trei jucătoare 6 | (12–20) | Polman 8      | Aqua Dome Kumamoto, Minami-ku Asistență: 2.460 Arbitri: Bonaventura, Bonaventura |
| 5 decembrie 2019 11:00 | 4×               | Raport  | 4× 2×         | Aqua Dome Kumamoto, Minami-ku Asistență: 2.460 Arbitri: Bonaventura, Bonaventura |

| 5 decembrie 2019 13:30 | Norvegia  | 30 – 24 | Angola   | Aqua Dome Kumamoto, Minami-ku Asistență: 1.870 Arbitri: García, Paolantoni |
| 5 decembrie 2019 13:30 | Arntzen 6 | (13–12) | Carlos 6 | Aqua Dome Kumamoto, Minami-ku Asistență: 1.870 Arbitri: García, Paolantoni |
| 5 decembrie 2019 13:30 | 2× 3×     | Raport  | 5× 1×    | Aqua Dome Kumamoto, Minami-ku Asistență: 1.870 Arbitri: García, Paolantoni |

| 6 decembrie 2019 08:00 | Serbia      | 29 – 27 | Slovenia  | Aqua Dome Kumamoto, Minami-ku Asistență: 4.680 Arbitri: Krichen, Makhlouf |
| 6 decembrie 2019 08:00 | Pop-Lazić 8 | (12–11) | Stanko 10 | Aqua Dome Kumamoto, Minami-ku Asistență: 4.680 Arbitri: Krichen, Makhlouf |
| 6 decembrie 2019 08:00 | 3× 1×       | Raport  | 2×        | Aqua Dome Kumamoto, Minami-ku Asistență: 4.680 Arbitri: Krichen, Makhlouf |

| 6 decembrie 2019 11:00 | Angola   | 40 – 30 | Cuba     | Aqua Dome Kumamoto, Minami-ku Asistență: 2.680 Arbitri: Belkhiri, Hamidi |
| 6 decembrie 2019 11:00 | Guialo 7 | (20–16) | Lussón 7 | Aqua Dome Kumamoto, Minami-ku Asistență: 2.680 Arbitri: Belkhiri, Hamidi |
| 6 decembrie 2019 11:00 | 6×       | Raport  | 6× 1×    | Aqua Dome Kumamoto, Minami-ku Asistență: 2.680 Arbitri: Belkhiri, Hamidi |

| 6 decembrie 2019 13:30 | Țările de Jos | 30 – 28 | Norvegia  | Aqua Dome Kumamoto, Minami-ku Asistență: 3.380 Arbitri: García, Marín |
| 6 decembrie 2019 13:30 | Abbingh 6     | (14–18) | Oftedal 9 | Aqua Dome Kumamoto, Minami-ku Asistență: 3.380 Arbitri: García, Marín |
| 6 decembrie 2019 13:30 | 1× 2×         | Raport  | 2×        | Aqua Dome Kumamoto, Minami-ku Asistență: 3.380 Arbitri: García, Marín |

### Grupa B
| Loc | Echipa        | MJ | V | E | Î | GM  | GP  | DG   | Pct | Calificare         |
| --- | ------------- | -- | - | - | - | --- | --- | ---- | --- | ------------------ |
| 1   | Coreea de Sud | 5  | 3 | 2 | 0 | 149 | 124 | +25  | 8   | Grupele principale |
| 2   | Germania      | 5  | 3 | 1 | 1 | 142 | 111 | +31  | 7   | Grupele principale |
| 3   | Danemarca     | 5  | 3 | 1 | 1 | 132 | 100 | +32  | 7   | Grupele principale |
| 4   | Franța        | 5  | 2 | 1 | 2 | 137 | 100 | +37  | 5   |                    |
| 5   | Brazilia      | 5  | 1 | 1 | 3 | 119 | 115 | +4   | 3   |                    |
| 6   | Australia     | 5  | 0 | 0 | 5 | 53  | 182 | −129 | 0   |                    |

1. 1 2  Danemarca 25–26 Germania

| 30 noiembrie 2019 08:00 | Germania | 30 – 24 | Brazilia                 | Gimnaziul general Yamaga, Yamaga Asistență: 1.300 Arbitri: García, Marín |
| 30 noiembrie 2019 08:00 | Behnke 6 | (14–11) | Do Nascimento-Martínez 5 | Gimnaziul general Yamaga, Yamaga Asistență: 1.300 Arbitri: García, Marín |
| 30 noiembrie 2019 08:00 | 4× 1×    | Raport  | 1×                       | Gimnaziul general Yamaga, Yamaga Asistență: 1.300 Arbitri: García, Marín |

| 30 noiembrie 2019 11:00 | Franța        | 27 – 29 | Coreea de Sud | Gimnaziul general Yamaga, Yamaga Asistență: 1.450 Arbitri: Lemes, Sosa |
| 30 noiembrie 2019 11:00 | Zaadi Deuna 5 | (13–12) | Ryu 12        | Gimnaziul general Yamaga, Yamaga Asistență: 1.450 Arbitri: Lemes, Sosa |
| 30 noiembrie 2019 11:00 | 5× 2×         | Raport  | 2× 1×         | Gimnaziul general Yamaga, Yamaga Asistență: 1.450 Arbitri: Lemes, Sosa |

| 30 noiembrie 2019 13:30 | Danemarca    | 37 – 12 | Australia | Gimnaziul prefecturii Kumamoto, Nishi-ku Asistență: 1.400 Arbitri: Cheng, Zhou |
| 30 noiembrie 2019 13:30 | Østergaard 6 | (17–4)  | Potocki 4 | Gimnaziul prefecturii Kumamoto, Nishi-ku Asistență: 1.400 Arbitri: Cheng, Zhou |
| 30 noiembrie 2019 13:30 | 2×           | Raport  | 8×        | Gimnaziul prefecturii Kumamoto, Nishi-ku Asistență: 1.400 Arbitri: Cheng, Zhou |

| 1 decembrie 2019 08:00 | Australia | 8 – 30 | Germania    | Gimnaziul general Yamaga, Yamaga Asistență: 1.450 Arbitri: Hizaki, Ikebuchi |
| 1 decembrie 2019 08:00 | Potocki 3 | (4–16) | Lauenroth 6 | Gimnaziul general Yamaga, Yamaga Asistență: 1.450 Arbitri: Hizaki, Ikebuchi |
| 1 decembrie 2019 08:00 | 2×        | Raport | 6× 1×       | Gimnaziul general Yamaga, Yamaga Asistență: 1.450 Arbitri: Hizaki, Ikebuchi |

| 1 decembrie 2019 11:00 | Brazilia          | 19 – 19 | Franța           | Gimnaziul general Yamaga, Yamaga Asistență: 1.580 Arbitri: Lah, Sok |
| 1 decembrie 2019 11:00 | patru jucătoare 3 | (7–10)  | trei jucătoare 3 | Gimnaziul general Yamaga, Yamaga Asistență: 1.580 Arbitri: Lah, Sok |
| 1 decembrie 2019 11:00 | 3×                | Raport  | 5× 2×            | Gimnaziul general Yamaga, Yamaga Asistență: 1.580 Arbitri: Lah, Sok |

| 1 decembrie 2019 13:30 | Coreea de Sud | 26 – 26 | Danemarca | Gimnaziul prefecturii Kumamoto, Nishi-ku Asistență: 1.380 Arbitri: Alpaidze, Berezkina |
| 1 decembrie 2019 13:30 | Ryu 9         | (13–10) | Højlund 4 | Gimnaziul prefecturii Kumamoto, Nishi-ku Asistență: 1.380 Arbitri: Alpaidze, Berezkina |
| 1 decembrie 2019 13:30 | 5× 1×         | Raport  | 6× 1×     | Gimnaziul prefecturii Kumamoto, Nishi-ku Asistență: 1.380 Arbitri: Alpaidze, Berezkina |

| 3 decembrie 2019 08:00 | Coreea de Sud | 33 – 27 | Brazilia         | Gimnaziul general Yamaga, Yamaga Asistență: 1.750 Arbitri: Belkhiri, Hamidi |
| 3 decembrie 2019 08:00 | Ryu, Shin 8   | (16–14) | Amorim Taleska 9 | Gimnaziul general Yamaga, Yamaga Asistență: 1.750 Arbitri: Belkhiri, Hamidi |
| 3 decembrie 2019 08:00 | 6× 2×         | Raport  | 3× 2×            | Gimnaziul general Yamaga, Yamaga Asistență: 1.750 Arbitri: Belkhiri, Hamidi |

| 3 decembrie 2019 12:00 | Franța     | 46 – 7 | Australia | Gimnaziul general Yamaga, Yamaga Asistență: 1.540 Arbitri: El-Saied, El-Saied |
| 3 decembrie 2019 12:00 | Coatanea 7 | (21–3) | Potocki 4 | Gimnaziul general Yamaga, Yamaga Asistență: 1.540 Arbitri: El-Saied, El-Saied |
| 3 decembrie 2019 12:00 | 2× 1×      | Raport | 6× 1×     | Gimnaziul general Yamaga, Yamaga Asistență: 1.540 Arbitri: El-Saied, El-Saied |

| 3 decembrie 2019 13:30 | Danemarca      | 25 – 26 | Germania | Gimnaziul prefecturii Kumamoto, Nishi-ku Asistență: 1.000 Arbitri: Lemes, Sosa |
| 3 decembrie 2019 13:30 | K. Jørgensen 5 | (11–13) | Behnke 7 | Gimnaziul prefecturii Kumamoto, Nishi-ku Asistență: 1.000 Arbitri: Lemes, Sosa |
| 3 decembrie 2019 13:30 | 2× 1×          | Raport  | 5× 2×    | Gimnaziul prefecturii Kumamoto, Nishi-ku Asistență: 1.000 Arbitri: Lemes, Sosa |

| 4 decembrie 2019 08:00 | Australia  | 17 – 34 | Coreea de Sud | Gimnaziul general Yamaga, Yamaga Asistență: 1.590 Arbitri: Lončar, Lončar |
| 4 decembrie 2019 08:00 | Potocki 10 | (10–18) | Lee 5         | Gimnaziul general Yamaga, Yamaga Asistență: 1.590 Arbitri: Lončar, Lončar |
| 4 decembrie 2019 08:00 | 6× 1×      | Raport  | 3×            | Gimnaziul general Yamaga, Yamaga Asistență: 1.590 Arbitri: Lončar, Lončar |

| 4 decembrie 2019 12:00 | Germania | 25 – 27 | Franța        | Gimnaziul general Yamaga, Yamaga Asistență: 1.950 Arbitri: García, Marín |
| 4 decembrie 2019 12:00 | Bölk 8   | (12–14) | Zaadi Deuna 4 | Gimnaziul general Yamaga, Yamaga Asistență: 1.950 Arbitri: García, Marín |
| 4 decembrie 2019 12:00 | 1× 2×    | Raport  | 2× 1×         | Gimnaziul general Yamaga, Yamaga Asistență: 1.950 Arbitri: García, Marín |

| 4 decembrie 2019 13:30 | Danemarca      | 24 – 18 | Brazilia   | Gimnaziul prefecturii Kumamoto, Nishi-ku Asistență: 1.100 Arbitri: García, Paolantoni |
| 4 decembrie 2019 13:30 | S. Jørgensen 6 | (11–9)  | Da Silva 5 | Gimnaziul prefecturii Kumamoto, Nishi-ku Asistență: 1.100 Arbitri: García, Paolantoni |
| 4 decembrie 2019 13:30 | 3× 1×          | Raport  | 5×         | Gimnaziul prefecturii Kumamoto, Nishi-ku Asistență: 1.100 Arbitri: García, Paolantoni |

| 6 decembrie 2019 08:00 | Brazilia         | 31 – 9 | Australia | Gimnaziul general Yamaga, Yamaga Asistență: 1.490 Arbitri: Cheng, Zhou |
| 6 decembrie 2019 08:00 | Rodrigues Belo 5 | (15–5) | Potocki 7 | Gimnaziul general Yamaga, Yamaga Asistență: 1.490 Arbitri: Cheng, Zhou |
| 6 decembrie 2019 08:00 | 7× 1×            | Raport | 2×        | Gimnaziul general Yamaga, Yamaga Asistență: 1.490 Arbitri: Cheng, Zhou |

| 6 decembrie 2019 12:00 | Germania | 27 – 27 | Coreea de Sud | Gimnaziul general Yamaga, Yamaga Asistență: 2.100 Arbitri: Alpaidze, Berezkina |
| 6 decembrie 2019 12:00 | Behnke 7 | (15–14) | Ryu 10        | Gimnaziul general Yamaga, Yamaga Asistență: 2.100 Arbitri: Alpaidze, Berezkina |
| 6 decembrie 2019 12:00 | 6× 2×    | Raport  | 2×            | Gimnaziul general Yamaga, Yamaga Asistență: 2.100 Arbitri: Alpaidze, Berezkina |

| 6 decembrie 2019 13:30 | Franța      | 18 – 20 | Danemarca      | Gimnaziul prefecturii Kumamoto, Nishi-ku Asistență: 1.600 Arbitri: Lah, Sok |
| 6 decembrie 2019 13:30 | Lacrabère 6 | (7–9)   | S. Jørgensen 7 | Gimnaziul prefecturii Kumamoto, Nishi-ku Asistență: 1.600 Arbitri: Lah, Sok |
| 6 decembrie 2019 13:30 | 4× 3×       | Raport  | 6×             | Gimnaziul prefecturii Kumamoto, Nishi-ku Asistență: 1.600 Arbitri: Lah, Sok |

### Grupa C
| Loc | Echipa     | MJ | V | E | Î | GM  | GP  | DG  | Pct | Calificare         |
| --- | ---------- | -- | - | - | - | --- | --- | --- | --- | ------------------ |
| 1   | Spania     | 5  | 5 | 0 | 0 | 159 | 103 | +56 | 10  | Grupele principale |
| 2   | Muntenegru | 5  | 4 | 0 | 1 | 137 | 123 | +14 | 8   | Grupele principale |
| 3   | România    | 5  | 3 | 0 | 2 | 121 | 129 | −8  | 6   | Grupele principale |
| 4   | Ungaria    | 5  | 2 | 0 | 3 | 145 | 117 | +28 | 4   |                    |
| 5   | Senegal    | 5  | 1 | 0 | 4 | 119 | 137 | −18 | 2   |                    |
| 6   | Kazahstan  | 5  | 0 | 0 | 5 | 92  | 164 | −72 | 0   |                    |

| 30 noiembrie 2019 08:00 | Muntenegru | 29 – 25 | Senegal           | Gimnaziul general Yatsushiro, Yatsushiro Asistență: 1.900 Arbitri: Kuttler, Merz |
| 30 noiembrie 2019 08:00 | Jauković 7 | (14–15) | Keita, Sankharé 5 | Gimnaziul general Yatsushiro, Yatsushiro Asistență: 1.900 Arbitri: Kuttler, Merz |
| 30 noiembrie 2019 08:00 | 5× 3×      | Raport  | 2× 1×             | Gimnaziul general Yatsushiro, Yatsushiro Asistență: 1.900 Arbitri: Kuttler, Merz |

| 30 noiembrie 2019 11:00 | România | 16 – 31 | Spania                      | Gimnaziul prefecturii Kumamoto, Nishi-ku Asistență: 1.300 Arbitri: Bonaventura, Bonaventura |
| 30 noiembrie 2019 11:00 | Neagu 6 | (9–16)  | Cabral Barbosa, Fernández 6 | Gimnaziul prefecturii Kumamoto, Nishi-ku Asistență: 1.300 Arbitri: Bonaventura, Bonaventura |
| 30 noiembrie 2019 11:00 | 7× 2×   | Raport  | 5× 1×                       | Gimnaziul prefecturii Kumamoto, Nishi-ku Asistență: 1.300 Arbitri: Bonaventura, Bonaventura |

| 30 noiembrie 2019 11:00 | Ungaria           | 39 – 15 | Kazahstan | Gimnaziul general Yatsushiro, Yatsushiro Asistență: 1.800 Arbitri: Hizaki, Ikebuchi |
| 30 noiembrie 2019 11:00 | Márton, Schatzl 7 | (22–8)  | Abilda 5  | Gimnaziul general Yatsushiro, Yatsushiro Asistență: 1.800 Arbitri: Hizaki, Ikebuchi |
| 30 noiembrie 2019 11:00 | 1×                | Raport  |           | Gimnaziul general Yatsushiro, Yatsushiro Asistență: 1.800 Arbitri: Hizaki, Ikebuchi |

| 1 decembrie 2019 08:00 | Kazahstan     | 21 – 30 | Muntenegru  | Gimnaziul general Yatsushiro, Yatsushiro Asistență: 1.910 Arbitri: El-Saied, El-Saied |
| 1 decembrie 2019 08:00 | Alexandrova 5 | (11–13) | Radičević 9 | Gimnaziul general Yatsushiro, Yatsushiro Asistență: 1.910 Arbitri: El-Saied, El-Saied |
| 1 decembrie 2019 08:00 | 3×            | Raport  | 5× 1×       | Gimnaziul general Yatsushiro, Yatsushiro Asistență: 1.910 Arbitri: El-Saied, El-Saied |

| 1 decembrie 2019 11:00 | Spania           | 29 – 25 | Ungaria  | Gimnaziul prefecturii Kumamoto, Nishi-ku Asistență: 1.600 Arbitri: Christiansen, Hansen |
| 1 decembrie 2019 11:00 | Cabral Barbosa 7 | (18–13) | Tóvizi 5 | Gimnaziul prefecturii Kumamoto, Nishi-ku Asistență: 1.600 Arbitri: Christiansen, Hansen |
| 1 decembrie 2019 11:00 | 4× 1×            | Raport  | 5× 1×    | Gimnaziul prefecturii Kumamoto, Nishi-ku Asistență: 1.600 Arbitri: Christiansen, Hansen |

| 1 decembrie 2019 11:00 | Senegal          | 24 – 29 | România  | Gimnaziul general Yatsushiro, Yatsushiro Asistență: 1.850 Arbitri: Koo, Lee |
| 1 decembrie 2019 11:00 | trei jucătoare 6 | (12–15) | Neagu 13 | Gimnaziul general Yatsushiro, Yatsushiro Asistență: 1.850 Arbitri: Koo, Lee |
| 1 decembrie 2019 11:00 | 3× 2×            | Raport  | 7× 4×    | Gimnaziul general Yatsushiro, Yatsushiro Asistență: 1.850 Arbitri: Koo, Lee |

| 3 decembrie 2019 08:00 | Ungaria   | 24 – 25 | Muntenegru  | Gimnaziul prefecturii Kumamoto, Nishi-ku Asistență: 1.600 Arbitri: García, Marín |
| 3 decembrie 2019 08:00 | Schatzl 7 | (12–13) | Radičević 8 | Gimnaziul prefecturii Kumamoto, Nishi-ku Asistență: 1.600 Arbitri: García, Marín |
| 3 decembrie 2019 08:00 | 2×        | Raport  | 7× 1×       | Gimnaziul prefecturii Kumamoto, Nishi-ku Asistență: 1.600 Arbitri: García, Marín |

| 3 decembrie 2019 08:00 | Spania           | 29 – 20 | Senegal  | Gimnaziul general Yatsushiro, Yatsushiro Asistență: 1.950 Arbitri: Lah, Sok |
| 3 decembrie 2019 08:00 | Cabral Barbosa 8 | (14–13) | Camara 6 | Gimnaziul general Yatsushiro, Yatsushiro Asistență: 1.950 Arbitri: Lah, Sok |
| 3 decembrie 2019 08:00 | 5× 3×            | Raport  | 4×       | Gimnaziul general Yatsushiro, Yatsushiro Asistență: 1.950 Arbitri: Lah, Sok |

| 3 decembrie 2019 12:00 | România  | 22 – 20 | Kazahstan | Gimnaziul general Yatsushiro, Yatsushiro Asistență: 1.810 Arbitri: Cheng, Zhou |
| 3 decembrie 2019 12:00 | Pintea 5 | (14–11) | Hardina 6 | Gimnaziul general Yatsushiro, Yatsushiro Asistență: 1.810 Arbitri: Cheng, Zhou |
| 3 decembrie 2019 12:00 | 3× 1×    | Raport  | 1×        | Gimnaziul general Yatsushiro, Yatsushiro Asistență: 1.810 Arbitri: Cheng, Zhou |

| 4 decembrie 2019 08:00 | Muntenegru            | 27 – 26 | România  | Gimnaziul prefecturii Kumamoto, Nishi-ku Asistență: 1.700 Arbitri: Christiansen, Hansen |
| 4 decembrie 2019 08:00 | Radičević, Raičević 6 | (11–12) | Neagu 11 | Gimnaziul prefecturii Kumamoto, Nishi-ku Asistență: 1.700 Arbitri: Christiansen, Hansen |
| 4 decembrie 2019 08:00 | 7× 3× 1×              | Raport  | 7× 1×    | Gimnaziul prefecturii Kumamoto, Nishi-ku Asistență: 1.700 Arbitri: Christiansen, Hansen |

| 4 decembrie 2019 08:00 | Kazahstan            | 16 – 43 | Spania   | Gimnaziul general Yatsushiro, Yatsushiro Asistență: 2.000 Arbitri: El-Saied, El-Saied |
| 4 decembrie 2019 08:00 | Abilda, Rejemetova 3 | (11–19) | López 10 | Gimnaziul general Yatsushiro, Yatsushiro Asistență: 2.000 Arbitri: El-Saied, El-Saied |
| 4 decembrie 2019 08:00 | 5×                   | Raport  | 4×       | Gimnaziul general Yatsushiro, Yatsushiro Asistență: 2.000 Arbitri: El-Saied, El-Saied |

| 4 decembrie 2019 12:00 | Ungaria  | 30 – 20 | Senegal    | Gimnaziul general Yatsushiro, Yatsushiro Asistență: 2.020 Arbitri: Alpaidze, Berezkina |
| 4 decembrie 2019 12:00 | Kovács 6 | (17–9)  | Sankharé 6 | Gimnaziul general Yatsushiro, Yatsushiro Asistență: 2.020 Arbitri: Alpaidze, Berezkina |
| 4 decembrie 2019 12:00 | 2× 1×    | Raport  | 4× 1×      | Gimnaziul general Yatsushiro, Yatsushiro Asistență: 2.020 Arbitri: Alpaidze, Berezkina |

| 6 decembrie 2019 08:00 | Senegal  | 30 – 20 | Kazahstan | Gimnaziul prefecturii Kumamoto, Nishi-ku Asistență: 1.700 Arbitri: Hizaki, Ikebuchi |
| 6 decembrie 2019 08:00 | Camara 8 | (15–7)  | Abilda 7  | Gimnaziul prefecturii Kumamoto, Nishi-ku Asistență: 1.700 Arbitri: Hizaki, Ikebuchi |
| 6 decembrie 2019 08:00 | 3×       | Raport  | 6× 1×     | Gimnaziul prefecturii Kumamoto, Nishi-ku Asistență: 1.700 Arbitri: Hizaki, Ikebuchi |

| 6 decembrie 2019 08:00 | Muntenegru  | 26 – 27 | Spania                 | Gimnaziul general Yatsushiro, Yatsushiro Asistență: 2.000 Arbitri: Bonaventura, Bonaventura |
| 6 decembrie 2019 08:00 | Radičević 7 | (14–14) | Cabral Barbosa, Pena 6 | Gimnaziul general Yatsushiro, Yatsushiro Asistență: 2.000 Arbitri: Bonaventura, Bonaventura |
| 6 decembrie 2019 08:00 | 7×          | Raport  | 4× 2×                  | Gimnaziul general Yatsushiro, Yatsushiro Asistență: 2.000 Arbitri: Bonaventura, Bonaventura |

| 6 decembrie 2019 12:00 | România  | 28 – 27 | Ungaria            | Gimnaziul general Yatsushiro, Yatsushiro Asistență: 2.500 Arbitri: Kuttler, Merz |
| 6 decembrie 2019 12:00 | Neagu 10 | (10–16) | Kovacsics, Szabó 6 | Gimnaziul general Yatsushiro, Yatsushiro Asistență: 2.500 Arbitri: Kuttler, Merz |
| 6 decembrie 2019 12:00 | 6× 2×    | Raport  | 5× 2×              | Gimnaziul general Yatsushiro, Yatsushiro Asistență: 2.500 Arbitri: Kuttler, Merz |

### Grupa D
| Loc | Echipa    | MJ | V | E | Î | GM  | GP  | DG  | Pct | Calificare         |
| --- | --------- | -- | - | - | - | --- | --- | --- | --- | ------------------ |
| 1   | Rusia     | 5  | 5 | 0 | 0 | 158 | 91  | +67 | 10  | Grupele principale |
| 2   | Suedia    | 5  | 4 | 0 | 1 | 144 | 114 | +30 | 8   | Grupele principale |
| 3   | Japonia   | 5  | 3 | 0 | 2 | 136 | 121 | +15 | 6   | Grupele principale |
| 4   | Argentina | 5  | 2 | 0 | 3 | 124 | 133 | −9  | 4   |                    |
| 5   | RD Congo  | 5  | 1 | 0 | 4 | 86  | 137 | −51 | 2   |                    |
| 6   | China     | 5  | 0 | 0 | 5 | 100 | 152 | −52 | 0   |                    |

| 30 noiembrie 2019 08:00 | Japonia  | 24 – 20 | Argentina | Park Dome Kumamoto, Higashi-ku Asistență: 9.100 Arbitri: Năstase, Stancu |
| 30 noiembrie 2019 08:00 | Ohyama 5 | (14–10) | Karsten 7 | Park Dome Kumamoto, Higashi-ku Asistență: 9.100 Arbitri: Năstase, Stancu |
| 30 noiembrie 2019 08:00 | 9× 2×    | Raport  | 4× 2×     | Park Dome Kumamoto, Higashi-ku Asistență: 9.100 Arbitri: Năstase, Stancu |

| 30 noiembrie 2019 11:00 | Rusia        | 26 – 11 | China  | Park Dome Kumamoto, Higashi-ku Asistență: 4.900 Arbitri: Lončar, Lončar |
| 30 noiembrie 2019 11:00 | Managarova 5 | (13–6)  | Chen 4 | Park Dome Kumamoto, Higashi-ku Asistență: 4.900 Arbitri: Lončar, Lončar |
| 30 noiembrie 2019 11:00 | 3×           | Raport  | 4×     | Park Dome Kumamoto, Higashi-ku Asistență: 4.900 Arbitri: Lončar, Lončar |

| 30 noiembrie 2019 13:30 | Suedia       | 26 – 16 | RD Congo | Park Dome Kumamoto, Higashi-ku Asistență: 2.230 Arbitri: Antić, Jakovljević |
| 30 noiembrie 2019 13:30 | Lagerquist 6 | (11–8)  | Mwasesa  | Park Dome Kumamoto, Higashi-ku Asistență: 2.230 Arbitri: Antić, Jakovljević |
| 30 noiembrie 2019 13:30 | 2× 3×        | Raport  | 3× 1×    | Park Dome Kumamoto, Higashi-ku Asistență: 2.230 Arbitri: Antić, Jakovljević |

| 2 decembrie 2019 08:00 | Argentina        | 22 – 35 | Rusia       | Park Dome Kumamoto, Higashi-ku Asistență: 6.628 Arbitri: Cheng, Zhou |
| 2 decembrie 2019 08:00 | trei jucătoare 4 | (12–17) | Gorșenina 5 | Park Dome Kumamoto, Higashi-ku Asistență: 6.628 Arbitri: Cheng, Zhou |
| 2 decembrie 2019 08:00 | 1× 3×            | Raport  | 7× 1×       | Park Dome Kumamoto, Higashi-ku Asistență: 6.628 Arbitri: Cheng, Zhou |

| 2 decembrie 2019 11:00 | RD Congo   | 16 – 28 | Japonia  | Park Dome Kumamoto, Higashi-ku Asistență: 4.476 Arbitri: Lončar, Lončar |
| 2 decembrie 2019 11:00 | Ngo Leyi 4 | (9–17)  | Ohyama 6 | Park Dome Kumamoto, Higashi-ku Asistență: 4.476 Arbitri: Lončar, Lončar |
| 2 decembrie 2019 11:00 | 2× 1×      | Raport  | 4×       | Park Dome Kumamoto, Higashi-ku Asistență: 4.476 Arbitri: Lončar, Lončar |

| 2 decembrie 2019 13:30 | China | 19 – 32 | Suedia           | Park Dome Kumamoto, Higashi-ku Asistență: 2.100 Arbitri: Năstase, Stancu |
| 2 decembrie 2019 13:30 | Jin 5 | (7–16)  | trei jucătoare 4 | Park Dome Kumamoto, Higashi-ku Asistență: 2.100 Arbitri: Năstase, Stancu |
| 2 decembrie 2019 13:30 | 6× 1× | Raport  | 6× 2×            | Park Dome Kumamoto, Higashi-ku Asistență: 2.100 Arbitri: Năstase, Stancu |

| 3 decembrie 2019 14:30 | Rusia        | 34 – 13 | RD Congo  | Park Dome Kumamoto, Higashi-ku Asistență: 6.765 Arbitri: Hizaki, Ikebuchi |
| 3 decembrie 2019 14:30 | Managarova 6 | (19–7)  | Mwasesa 5 | Park Dome Kumamoto, Higashi-ku Asistență: 6.765 Arbitri: Hizaki, Ikebuchi |
| 3 decembrie 2019 14:30 | 4×           | Raport  | 5× 1×     | Park Dome Kumamoto, Higashi-ku Asistență: 6.765 Arbitri: Hizaki, Ikebuchi |

| 3 decembrie 2019 17:00 | China  | 28 – 34 | Argentina  | Park Dome Kumamoto, Higashi-ku Asistență: 1.985 Arbitri: Antić, Jakovljević |
| 3 decembrie 2019 17:00 | Jin 10 | (13–18) | Karsten 12 | Park Dome Kumamoto, Higashi-ku Asistență: 1.985 Arbitri: Antić, Jakovljević |
| 3 decembrie 2019 17:00 | 4×     | Raport  | 3× 1×      | Park Dome Kumamoto, Higashi-ku Asistență: 1.985 Arbitri: Antić, Jakovljević |

| 3 decembrie 2019 19:30 | Suedia  | 34 – 26 | Japonia  | Park Dome Kumamoto, Higashi-ku Asistență: 6.375 Arbitri: Krichen, Makhlouf |
| 3 decembrie 2019 19:30 | Blohm 7 | (20–13) | Tanabe 5 | Park Dome Kumamoto, Higashi-ku Asistență: 6.375 Arbitri: Krichen, Makhlouf |
| 3 decembrie 2019 19:30 | 4× 1×   | Raport  | 4×       | Park Dome Kumamoto, Higashi-ku Asistență: 6.375 Arbitri: Krichen, Makhlouf |

| 5 decembrie 2019 08:00 | RD Congo   | 25 – 24 | China | Park Dome Kumamoto, Higashi-ku Asistență: 6.729 Arbitri: Kuttler, Merz |
| 5 decembrie 2019 08:00 | Mwasesa 12 | (10–11) | Jin 8 | Park Dome Kumamoto, Higashi-ku Asistență: 6.729 Arbitri: Kuttler, Merz |
| 5 decembrie 2019 08:00 | 6× 2× 1×   | Raport  | 5× 1× | Park Dome Kumamoto, Higashi-ku Asistență: 6.729 Arbitri: Kuttler, Merz |

| 5 decembrie 2019 11:00 | Japonia  | 23 – 33 | Rusia | Park Dome Kumamoto, Higashi-ku Asistență: 6.220 Arbitri: Antić, Jakovljević |
| 5 decembrie 2019 11:00 | Sasaki 7 | (16–16) | Sen 8 | Park Dome Kumamoto, Higashi-ku Asistență: 6.220 Arbitri: Antić, Jakovljević |
| 5 decembrie 2019 11:00 | 2× 1×    | Raport  | 2× 1× | Park Dome Kumamoto, Higashi-ku Asistență: 6.220 Arbitri: Antić, Jakovljević |

| 5 decembrie 2019 13:30 | Suedia    | 30 – 23 | Argentina | Park Dome Kumamoto, Higashi-ku Asistență: 2.442 Arbitri: Lončar, Lončar |
| 5 decembrie 2019 13:30 | Mässing 5 | (14–11) | Mendoza 8 | Park Dome Kumamoto, Higashi-ku Asistență: 2.442 Arbitri: Lončar, Lončar |
| 5 decembrie 2019 13:30 | 5× 1×     | Raport  | 3× 2×     | Park Dome Kumamoto, Higashi-ku Asistență: 2.442 Arbitri: Lončar, Lončar |

| 6 decembrie 2019 08:00 | Japonia   | 35 – 18 | China | Park Dome Kumamoto, Higashi-ku Asistență: 8.310 Arbitri: Lemes, Sosa |
| 6 decembrie 2019 08:00 | Akiyama 8 | (17–8)  | Sun 5 | Park Dome Kumamoto, Higashi-ku Asistență: 8.310 Arbitri: Lemes, Sosa |
| 6 decembrie 2019 08:00 | 2×        | Raport  | 5× 2× | Park Dome Kumamoto, Higashi-ku Asistență: 8.310 Arbitri: Lemes, Sosa |

| 6 decembrie 2019 11:00 | Argentina | 25 – 16 | RD Congo  | Park Dome Kumamoto, Higashi-ku Asistență: 2.950 Arbitri: Christiansen, Hansen |
| 6 decembrie 2019 11:00 | Karsten 8 | (9–13)  | Mwasesa 5 | Park Dome Kumamoto, Higashi-ku Asistență: 2.950 Arbitri: Christiansen, Hansen |
| 6 decembrie 2019 11:00 | 3× 2×     | Raport  | 5×        | Park Dome Kumamoto, Higashi-ku Asistență: 2.950 Arbitri: Christiansen, Hansen |

| 6 decembrie 2019 13:30 | Rusia      | 30 – 22 | Suedia    | Park Dome Kumamoto, Higashi-ku Asistență: 3.826 Arbitri: Koo, Lee |
| 6 decembrie 2019 13:30 | Frolova 11 | (16–12) | Gulldén 8 | Park Dome Kumamoto, Higashi-ku Asistență: 3.826 Arbitri: Koo, Lee |
| 6 decembrie 2019 13:30 | 8× 3×      | Raport  | 5×        | Park Dome Kumamoto, Higashi-ku Asistență: 3.826 Arbitri: Koo, Lee |

## Grupele principale

### Grupa I
| Loc | Echipa        | MJ | V | E | Î | GM  | GP  | DG  | Pct | Calificare                 |
| --- | ------------- | -- | - | - | - | --- | --- | --- | --- | -------------------------- |
| 1   | Norvegia      | 5  | 4 | 0 | 1 | 146 | 128 | +18 | 8   | Semifinalele               |
| 2   | Țările de Jos | 5  | 3 | 0 | 2 | 153 | 136 | +17 | 6   | Semifinalele               |
| 3   | Serbia        | 5  | 2 | 1 | 2 | 139 | 151 | −12 | 5   | Meciul pentru locurile 5–6 |
| 4   | Germania      | 5  | 2 | 1 | 2 | 135 | 136 | −1  | 5   | Meciul pentru locurile 7–8 |
| 5   | Danemarca     | 5  | 1 | 2 | 2 | 123 | 124 | −1  | 4   |                            |
| 6   | Coreea de Sud | 5  | 0 | 2 | 3 | 144 | 165 | −21 | 2   |                            |

1. 1 2  Germania 28–29 Serbia

| 8 decembrie 2019 08:00 | Serbia  | 36 – 33 | Coreea de Sud | Aqua Dome Kumamoto, Minami-ku Asistență: 3.450 Arbitri: García, Marín |
| 8 decembrie 2019 08:00 | Lavko 7 | (21–16) | Ryu 10        | Aqua Dome Kumamoto, Minami-ku Asistență: 3.450 Arbitri: García, Marín |
| 8 decembrie 2019 08:00 | 7× 1×   | Report  | 4× 1×         | Aqua Dome Kumamoto, Minami-ku Asistență: 3.450 Arbitri: García, Marín |

| 8 decembrie 2019 11:00 | Țările de Jos | 23 – 25 | Germania | Aqua Dome Kumamoto, Minami-ku Asistență: 4.020 Arbitri: Bonaventura, Bonaventura |
| 8 decembrie 2019 11:00 | Dulfer 4      | (12–11) | Bölk 6   | Aqua Dome Kumamoto, Minami-ku Asistență: 4.020 Arbitri: Bonaventura, Bonaventura |
| 8 decembrie 2019 11:00 | 4×            | Report  | 1×       | Aqua Dome Kumamoto, Minami-ku Asistență: 4.020 Arbitri: Bonaventura, Bonaventura |

| 8 decembrie 2019 13:30 | Norvegia  | 22 – 19 | Danemarca          | Aqua Dome Kumamoto, Minami-ku Asistență: 1.890 Arbitri: Alpaidze, Berezkina |
| 8 decembrie 2019 13:30 | Arntzen 5 | (12–9)  | Griegel, Højlund 4 | Aqua Dome Kumamoto, Minami-ku Asistență: 1.890 Arbitri: Alpaidze, Berezkina |
| 8 decembrie 2019 13:30 | 4× 1×     | Report  | 3× 2×              | Aqua Dome Kumamoto, Minami-ku Asistență: 1.890 Arbitri: Alpaidze, Berezkina |

| 9 decembrie 2019 08:00 | Germania             | 28 – 29 | Serbia   | Aqua Dome Kumamoto, Minami-ku Asistență: 5.090 Arbitri: Năstase, Stancu |
| 9 decembrie 2019 08:00 | Berger, Minevskaja 6 | (17–19) | Cvijić 7 | Aqua Dome Kumamoto, Minami-ku Asistență: 5.090 Arbitri: Năstase, Stancu |
| 9 decembrie 2019 08:00 | 5× 1×                | Report  | 5× 2× 1× | Aqua Dome Kumamoto, Minami-ku Asistență: 5.090 Arbitri: Năstase, Stancu |

| 9 decembrie 2019 11:00 | Danemarca | 27 – 24 | Țările de Jos     | Aqua Dome Kumamoto, Minami-ku Asistență: 2.200 Arbitri: García, Marín |
| 9 decembrie 2019 11:00 | Hansen 5  | (14–9)  | Polman, Snelder 5 | Aqua Dome Kumamoto, Minami-ku Asistență: 2.200 Arbitri: García, Marín |
| 9 decembrie 2019 11:00 | 6× 3×     | Report  | 4× 1×             | Aqua Dome Kumamoto, Minami-ku Asistență: 2.200 Arbitri: García, Marín |

| 9 decembrie 2019 13:30 | Coreea de Sud | 25 – 36 | Norvegia  | Aqua Dome Kumamoto, Minami-ku Asistență: 2.120 Arbitri: Bonaventura, Bonaventura |
| 9 decembrie 2019 13:30 | Ryu 7         | (10–20) | Oftedal 7 | Aqua Dome Kumamoto, Minami-ku Asistență: 2.120 Arbitri: Bonaventura, Bonaventura |
| 9 decembrie 2019 13:30 | 3× 1×         | Report  | 2×        | Aqua Dome Kumamoto, Minami-ku Asistență: 2.120 Arbitri: Bonaventura, Bonaventura |

| 11 decembrie 2019 08:00 | Țările de Jos | 40 – 33 | Coreea de Sud | Aqua Dome Kumamoto, Minami-ku Asistență: 5.070 Arbitri: Năstase, Stancu |
| 11 decembrie 2019 08:00 | Abbingh 11    | (23–16) | Ryu 9         | Aqua Dome Kumamoto, Minami-ku Asistență: 5.070 Arbitri: Năstase, Stancu |
| 11 decembrie 2019 08:00 | 7× 1×         | Report  | 2× 1×         | Aqua Dome Kumamoto, Minami-ku Asistență: 5.070 Arbitri: Năstase, Stancu |

| 11 decembrie 2019 11:00 | Serbia      | 26 – 26 | Danemarca      | Aqua Dome Kumamoto, Minami-ku Asistență: 3.080 Arbitri: García, Marín |
| 11 decembrie 2019 11:00 | Pop-Lazić 6 | (14–11) | S. Jørgensen 6 | Aqua Dome Kumamoto, Minami-ku Asistență: 3.080 Arbitri: García, Marín |
| 11 decembrie 2019 11:00 | 6× 1×       | Report  | 2×             | Aqua Dome Kumamoto, Minami-ku Asistență: 3.080 Arbitri: García, Marín |

| 11 decembrie 2019 13:30 | Norvegia   | 32 – 29 | Germania | Aqua Dome Kumamoto, Minami-ku Asistență: 3.520 Arbitri: Alpaidze, Berezkina |
| 11 decembrie 2019 13:30 | Brattset 6 | (17–16) | Bölk 6   | Aqua Dome Kumamoto, Minami-ku Asistență: 3.520 Arbitri: Alpaidze, Berezkina |
| 11 decembrie 2019 13:30 | 2×         | Report  | 2× 1×    | Aqua Dome Kumamoto, Minami-ku Asistență: 3.520 Arbitri: Alpaidze, Berezkina |

### Grupa a II-a
| Loc | Echipa     | MJ | V | E | Î | GM  | GP  | DG  | Pct | Calificare                 |
| --- | ---------- | -- | - | - | - | --- | --- | --- | --- | -------------------------- |
| 1   | Rusia      | 5  | 5 | 0 | 0 | 161 | 117 | +44 | 10  | Semifinalele               |
| 2   | Spania     | 5  | 3 | 1 | 1 | 145 | 137 | +8  | 7   | Semifinalele               |
| 3   | Muntenegru | 5  | 3 | 0 | 2 | 137 | 137 | 0   | 6   | Meciul pentru locurile 5–6 |
| 4   | Suedia     | 5  | 2 | 1 | 2 | 141 | 132 | +9  | 5   | Meciul pentru locurile 7–8 |
| 5   | Japonia    | 5  | 1 | 0 | 4 | 143 | 150 | −7  | 2   |                            |
| 6   | România    | 5  | 0 | 0 | 5 | 102 | 156 | −54 | 0   |                            |

| 8 decembrie 2019 08:00 | România | 18 – 27 | Rusia                     | Park Dome Kumamoto, Higashi-ku Asistență: 5.870 Arbitri: García, Paolantoni |
| 8 decembrie 2019 08:00 | Neagu 5 | (10–10) | Bobrovnikova, Viahireva 5 | Park Dome Kumamoto, Higashi-ku Asistență: 5.870 Arbitri: García, Paolantoni |
| 8 decembrie 2019 08:00 | 3× 1×   | Report  | 4× 2×                     | Park Dome Kumamoto, Higashi-ku Asistență: 5.870 Arbitri: García, Paolantoni |

| 8 decembrie 2019 11:00 | Muntenegru  | 30 – 26 | Japonia  | Park Dome Kumamoto, Higashi-ku Asistență: 7.356 Arbitri: Belkhiri, Hamidi |
| 8 decembrie 2019 11:00 | Radičević 8 | (14–11) | Fujita 7 | Park Dome Kumamoto, Higashi-ku Asistență: 7.356 Arbitri: Belkhiri, Hamidi |
| 8 decembrie 2019 11:00 | 3× 1×       | Report  | 3× 2×    | Park Dome Kumamoto, Higashi-ku Asistență: 7.356 Arbitri: Belkhiri, Hamidi |

| 8 decembrie 2019 13:30 | Spania           | 28 – 28 | Suedia            | Park Dome Kumamoto, Higashi-ku Asistență: 2.132 Arbitri: Lah, Sok |
| 8 decembrie 2019 13:30 | Cabral Barbosa 6 | (14–8)  | Hagman, Mässing 8 | Park Dome Kumamoto, Higashi-ku Asistență: 2.132 Arbitri: Lah, Sok |
| 8 decembrie 2019 13:30 | 7× 2× 1×         | Report  | 3× 2×             | Park Dome Kumamoto, Higashi-ku Asistență: 2.132 Arbitri: Lah, Sok |

| 10 decembrie 2019 08:00 | Rusia         | 35 – 28 | Muntenegru  | Park Dome Kumamoto, Higashi-ku Asistență: 6.338 Arbitri: Krichen, Makhlouf |
| 10 decembrie 2019 08:00 | Managarova 12 | (17–16) | Radičević 8 | Park Dome Kumamoto, Higashi-ku Asistență: 6.338 Arbitri: Krichen, Makhlouf |
| 10 decembrie 2019 08:00 | 5× 1×         | Report  | 7× 2×       | Park Dome Kumamoto, Higashi-ku Asistență: 6.338 Arbitri: Krichen, Makhlouf |

| 10 decembrie 2019 11:00 | Japonia  | 31 – 33 | Spania | Park Dome Kumamoto, Higashi-ku Asistență: 3.428 Arbitri: Kuttler, Merz |
| 10 decembrie 2019 11:00 | Ohyama 6 | (13–17) | Pena 7 | Park Dome Kumamoto, Higashi-ku Asistență: 3.428 Arbitri: Kuttler, Merz |
| 10 decembrie 2019 11:00 | 4× 3×    | Report  | 5× 2×  | Park Dome Kumamoto, Higashi-ku Asistență: 3.428 Arbitri: Kuttler, Merz |

| 10 decembrie 2019 13:30 | Suedia      | 34 – 22 | România          | Park Dome Kumamoto, Higashi-ku Asistență: 1.980 Arbitri: Lemes, Sosa |
| 10 decembrie 2019 13:30 | Mellegård 7 | (14–9)  | trei jucătoare 4 | Park Dome Kumamoto, Higashi-ku Asistență: 1.980 Arbitri: Lemes, Sosa |
| 10 decembrie 2019 13:30 | 4× 1×       | Report  | 3× 1×            | Park Dome Kumamoto, Higashi-ku Asistență: 1.980 Arbitri: Lemes, Sosa |

| 11 decembrie 2019 08:00 | Spania           | 26 – 36 | Rusia     | Park Dome Kumamoto, Higashi-ku Asistență: 6.281 Arbitri: Bonaventura, Bonaventura |
| 11 decembrie 2019 08:00 | Cabral Barbosa 6 | (12–16) | Frolova 9 | Park Dome Kumamoto, Higashi-ku Asistență: 6.281 Arbitri: Bonaventura, Bonaventura |
| 11 decembrie 2019 08:00 | 1×               | Report  | 2×        | Park Dome Kumamoto, Higashi-ku Asistență: 6.281 Arbitri: Bonaventura, Bonaventura |

| 11 decembrie 2019 11:00 | România               | 20 – 37 | Japonia  | Park Dome Kumamoto, Higashi-ku Asistență: 3.962 Arbitri: Belkhiri, Hamidi |
| 11 decembrie 2019 11:00 | Perianu, Udriștioiu 4 | (8–18)  | Sasaki 8 | Park Dome Kumamoto, Higashi-ku Asistență: 3.962 Arbitri: Belkhiri, Hamidi |
| 11 decembrie 2019 11:00 | 3× 1×                 | Report  |          | Park Dome Kumamoto, Higashi-ku Asistență: 3.962 Arbitri: Belkhiri, Hamidi |

| 11 decembrie 2019 13:30 | Muntenegru   | 26 – 23 | Suedia  | Park Dome Kumamoto, Higashi-ku Asistență: 1.926 Arbitri: García, Paolantoni |
| 11 decembrie 2019 13:30 | Mehmedović 7 | (12–12) | Blohm 7 | Park Dome Kumamoto, Higashi-ku Asistență: 1.926 Arbitri: García, Paolantoni |
| 11 decembrie 2019 13:30 | 2× 3×        | Report  | 4×      | Park Dome Kumamoto, Higashi-ku Asistență: 1.926 Arbitri: García, Paolantoni |

## Cupa președintelui

### Meciurile pentru locurile 21–24
|  | Semifinalele pentru locurile 21–24 | Semifinalele pentru locurile 21–24 |                        |    | Meciul pentru locul 21 | Meciul pentru locul 21 |
|  |                                    |                                    |                        |    |                        |                        |
|  | 8 decembrie                        |                                    |                        |    |                        |                        |
|  |                                    |                                    |                        |    |                        |                        |
|  | Cuba                               | 45                                 |                        |    |                        |                        |
|  | Cuba                               | 45                                 | 9 decembrie            |    |                        |                        |
|  | Australia                          | 25                                 |                        |    |                        |                        |
|  | Australia                          | 25                                 | Cuba                   | 33 |                        |                        |
|  | 8 decembrie                        |                                    | Cuba                   | 33 |                        |                        |
|  |                                    | Kazahstan                          | 31                     |    |                        |                        |
|  | Kazahstan                          | Kazahstan                          | 31                     | 29 |                        |                        |
|  | Kazahstan                          |                                    |                        | 29 |                        |                        |
|  | China                              | 23                                 |                        |    |                        |                        |
|  | China                              | 23                                 | Meciul pentru locul 23 |    |                        |                        |
|  |                                    |                                    |                        |    |                        |                        |
|  | 9 decembrie                        |                                    |                        |    |                        |                        |
|  |                                    |                                    |                        |    |                        |                        |
|  | Australia                          | 15                                 |                        |    |                        |                        |
|  | Australia                          | 15                                 |                        |    |                        |                        |
|  | China                              | 33                                 |                        |    |                        |                        |

### Semifinalele pentru locurile 21–24
| 8 decembrie 2019 03:00 | Cuba             | 45 – 25 | Australia  | Gimnaziul prefecturii Kumamoto, Nishi-ku Asistență: 800 Arbitri: Lemes, Sosa |
| 8 decembrie 2019 03:00 | Robert, Téllez 7 | (25–16) | Potocki 10 | Gimnaziul prefecturii Kumamoto, Nishi-ku Asistență: 800 Arbitri: Lemes, Sosa |
| 8 decembrie 2019 03:00 | 8× 1× 2×         | Raport  | 4× 1×      | Gimnaziul prefecturii Kumamoto, Nishi-ku Asistență: 800 Arbitri: Lemes, Sosa |

| 8 decembrie 2019 05:30 | Kazahstan    | 29 – 23 | China | Gimnaziul prefecturii Kumamoto, Nishi-ku Asistență: 1.000 Arbitri: Antić, Jakovljević |
| 8 decembrie 2019 05:30 | Rejemetova 8 | (16–15) | Jin 7 | Gimnaziul prefecturii Kumamoto, Nishi-ku Asistență: 1.000 Arbitri: Antić, Jakovljević |
| 8 decembrie 2019 05:30 | 1×           | Raport  | 2× 1× | Gimnaziul prefecturii Kumamoto, Nishi-ku Asistență: 1.000 Arbitri: Antić, Jakovljević |

#### Meciul pentru locul 23
| 9 decembrie 2019 05:30 | Australia | 15 – 33 | China   | Park Dome Kumamoto, Higashi-ku Asistență: 6.920 Arbitri: Lemes, Sosa |
| 9 decembrie 2019 05:30 | Potocki 9 | (7–17)  | Chen 11 | Park Dome Kumamoto, Higashi-ku Asistență: 6.920 Arbitri: Lemes, Sosa |
| 9 decembrie 2019 05:30 | 3× 1×     | Raport  | 4× 2×   | Park Dome Kumamoto, Higashi-ku Asistență: 6.920 Arbitri: Lemes, Sosa |

#### Meciul pentru locul 21
| 9 decembrie 2019 05:30 | Cuba                                             | 33 – 31 (Prel.) | Kazahstan | Gimnaziul prefecturii Kumamoto, Nishi-ku Asistență: 1.700 Arbitri: Cheng, Zhou |
| 9 decembrie 2019 05:30 | Camejo, Toledo 7                                 | (15–14)         | Hardina 9 | Gimnaziul prefecturii Kumamoto, Nishi-ku Asistență: 1.700 Arbitri: Cheng, Zhou |
| 9 decembrie 2019 05:30 | 4× 3× 1×                                         | Raport          | 1×        | Gimnaziul prefecturii Kumamoto, Nishi-ku Asistență: 1.700 Arbitri: Cheng, Zhou |
| 9 decembrie 2019 05:30 | FT: 29–29 Prel.: 0–0, 0–0 Aruncări de la 7m: 4–2 |                 |           | Gimnaziul prefecturii Kumamoto, Nishi-ku Asistență: 1.700 Arbitri: Cheng, Zhou |

### Meciurile pentru locurile 17–20
|  | Semifinalele pentru locurile 17–20 | Semifinalele pentru locurile 17–20 |                        |    | Meciul pentru locul 17 | Meciul pentru locul 17 |
|  |                                    |                                    |                        |    |                        |                        |
|  | 8 decembrie                        |                                    |                        |    |                        |                        |
|  |                                    |                                    |                        |    |                        |                        |
|  | Slovenia                           | 19                                 |                        |    |                        |                        |
|  | Slovenia                           | 19                                 | 9 decembrie            |    |                        |                        |
|  | Brazilia                           | 32                                 |                        |    |                        |                        |
|  | Brazilia                           | 32                                 | Brazilia               | 22 |                        |                        |
|  | 8 decembrie                        |                                    | Brazilia               | 22 |                        |                        |
|  |                                    | Senegal                            | 18                     |    |                        |                        |
|  | Senegal                            | Senegal                            | 18                     | 28 |                        |                        |
|  | Senegal                            |                                    |                        | 28 |                        |                        |
|  | RD Congo                           | 23                                 |                        |    |                        |                        |
|  | RD Congo                           | 23                                 | Meciul pentru locul 19 |    |                        |                        |
|  |                                    |                                    |                        |    |                        |                        |
|  | 9 decembrie                        |                                    |                        |    |                        |                        |
|  |                                    |                                    |                        |    |                        |                        |
|  | Slovenia                           | 29                                 |                        |    |                        |                        |
|  | Slovenia                           | 29                                 |                        |    |                        |                        |
|  | RD Congo                           | 27                                 |                        |    |                        |                        |

#### Semifinalele pentru locurile 17–20
| 8 decembrie 2019 08:00 | Slovenia | 19 – 32 | Brazilia       | Gimnaziul prefecturii Kumamoto, Nishi-ku Asistență: 1.100 Arbitri: Lee, Koo |
| 8 decembrie 2019 08:00 | Gros 5   | (9–18)  | Araújo, Lima 6 | Gimnaziul prefecturii Kumamoto, Nishi-ku Asistență: 1.100 Arbitri: Lee, Koo |
| 8 decembrie 2019 08:00 | 4×       | Raport  | 1×             | Gimnaziul prefecturii Kumamoto, Nishi-ku Asistență: 1.100 Arbitri: Lee, Koo |

| 8 decembrie 2019 11:00 | Senegal             | 28 – 23 | RD Congo  | Gimnaziul prefecturii Kumamoto, Nishi-ku Asistență: 600 Arbitri: Năstase, Stancu |
| 8 decembrie 2019 11:00 | N'Diaye, Sankharé 6 | (16–9)  | Mwasesa 7 | Gimnaziul prefecturii Kumamoto, Nishi-ku Asistență: 600 Arbitri: Năstase, Stancu |
| 8 decembrie 2019 11:00 | 2× 3×               | Raport  | 3× 1×     | Gimnaziul prefecturii Kumamoto, Nishi-ku Asistență: 600 Arbitri: Năstase, Stancu |

#### Meciul pentru locul 19
| 9 decembrie 2019 08:00 | Slovenia  | 29 – 27 | RD Congo  | Gimnaziul prefecturii Kumamoto, Nishi-ku Asistență: 1.900 Arbitri: Belkhiri, Hamidi |
| 9 decembrie 2019 08:00 | Stanko 13 | (14–13) | Mwasesa 9 | Gimnaziul prefecturii Kumamoto, Nishi-ku Asistență: 1.900 Arbitri: Belkhiri, Hamidi |
| 9 decembrie 2019 08:00 | 3× 2×     | Raport  | 3× 2×     | Gimnaziul prefecturii Kumamoto, Nishi-ku Asistență: 1.900 Arbitri: Belkhiri, Hamidi |

#### Meciul pentru locul 17
| 9 decembrie 2019 11:00 | Brazilia   | 22 – 18 | Senegal    | Gimnaziul prefecturii Kumamoto, Nishi-ku Asistență: 600 Arbitri: El-Saied, El-Saied |
| 9 decembrie 2019 11:00 | Martínez 4 | (13–9)  | Sankharé 7 | Gimnaziul prefecturii Kumamoto, Nishi-ku Asistență: 600 Arbitri: El-Saied, El-Saied |
| 9 decembrie 2019 11:00 | 4× 1×      | Raport  | 3×         | Gimnaziul prefecturii Kumamoto, Nishi-ku Asistență: 600 Arbitri: El-Saied, El-Saied |

### Meciurile pentru locurile 13–16
|  | Semifinalele pentru locurile 13–16 | Semifinalele pentru locurile 13–16 |                        |    | Meciul pentru locul 13 | Meciul pentru locul 13 |
|  |                                    |                                    |                        |    |                        |                        |
|  | 8 decembrie                        |                                    |                        |    |                        |                        |
|  |                                    |                                    |                        |    |                        |                        |
|  | Ungaria                            | 34                                 |                        |    |                        |                        |
|  | Ungaria                            | 34                                 | 9 decembrie            |    |                        |                        |
|  | Argentina                          | 26                                 |                        |    |                        |                        |
|  | Argentina                          | 26                                 | Ungaria                | 21 |                        |                        |
|  | 8 decembrie                        |                                    | Ungaria                | 21 |                        |                        |
|  |                                    | Franța                             | 26                     |    |                        |                        |
|  | Angola                             | Franța                             | 26                     | 17 |                        |                        |
|  | Angola                             |                                    |                        | 17 |                        |                        |
|  | Franța                             | 28                                 |                        |    |                        |                        |
|  | Franța                             | 28                                 | Meciul pentru locul 15 |    |                        |                        |
|  |                                    |                                    |                        |    |                        |                        |
|  | 9 decembrie                        |                                    |                        |    |                        |                        |
|  |                                    |                                    |                        |    |                        |                        |
|  | Argentina                          | 27                                 |                        |    |                        |                        |
|  | Argentina                          | 27                                 |                        |    |                        |                        |
|  | Angola                             | 30                                 |                        |    |                        |                        |

### Semifinalele pentru locurile 13–16
| 8 decembrie 2019 05:30 | Ungaria     | 34 – 26 | Argentina | Park Dome Kumamoto, Higashi-ku Asistență: 3.726 Arbitri: Christiansen, Hansen |
| 8 decembrie 2019 05:30 | Kovacsics 7 | (19–12) | Karsten 9 | Park Dome Kumamoto, Higashi-ku Asistență: 3.726 Arbitri: Christiansen, Hansen |
| 8 decembrie 2019 05:30 | 3×          | Raport  |           | Park Dome Kumamoto, Higashi-ku Asistență: 3.726 Arbitri: Christiansen, Hansen |

| 8 decembrie 2019 05:30 | Angola   | 17 – 28 | Franța      | Aqua Dome Kumamoto, Minami-ku Asistență: 3.430 Arbitri: Lončar, Lončar |
| 8 decembrie 2019 05:30 | Guialo 4 | (9–9)   | Nze Minko 5 | Aqua Dome Kumamoto, Minami-ku Asistență: 3.430 Arbitri: Lončar, Lončar |
| 8 decembrie 2019 05:30 | 4× 1×    | Raport  | 3×          | Aqua Dome Kumamoto, Minami-ku Asistență: 3.430 Arbitri: Lončar, Lončar |

#### Meciul pentru locul 15
| 9 decembrie 2019 08:00 | Argentina | 27 – 30 | Angola    | Park Dome Kumamoto, Higashi-ku Asistență: 6.464 Arbitri: Hizaki, Ikebuchi |
| 9 decembrie 2019 08:00 | Karsten 6 | (17–13) | Guialo 11 | Park Dome Kumamoto, Higashi-ku Asistență: 6.464 Arbitri: Hizaki, Ikebuchi |
| 9 decembrie 2019 08:00 | 3×        | Raport  | 9× 1×     | Park Dome Kumamoto, Higashi-ku Asistență: 6.464 Arbitri: Hizaki, Ikebuchi |

#### Meciul pentru locul 13
| 9 decembrie 2019 11:00 | Ungaria  | 21 – 26 | Franța      | Park Dome Kumamoto, Higashi-ku Asistență: 2.920 Arbitri: Alpaidze, Berezkina |
| 9 decembrie 2019 11:00 | Lukács 7 | (12–12) | Lacrabère 6 | Park Dome Kumamoto, Higashi-ku Asistență: 2.920 Arbitri: Alpaidze, Berezkina |
| 9 decembrie 2019 11:00 | 2× 1×    | Raport  | 3×          | Park Dome Kumamoto, Higashi-ku Asistență: 2.920 Arbitri: Alpaidze, Berezkina |

## Fazele eliminatorii
|  | Semifinalele  | Semifinalele  |              |    | Finala | Finala |
|  |               |               |              |    |        |        |
|  | 13 decembrie  |               |              |    |        |        |
|  |               |               |              |    |        |        |
|  | Norvegia      | 22            |              |    |        |        |
|  | Norvegia      | 22            | 15 decembrie |    |        |        |
|  | Spania        | 28            |              |    |        |        |
|  | Spania        | 28            | Spania       | 29 |        |        |
|  | 13 decembrie  |               | Spania       | 29 |        |        |
|  |               | Țările de Jos | 30           |    |        |        |
|  | Rusia         | Țările de Jos | 30           | 32 |        |        |
|  | Rusia         |               |              | 32 |        |        |
|  | Țările de Jos | 33            |              |    |        |        |
|  | Țările de Jos | 33            | Finala mică  |    |        |        |
|  |               |               |              |    |        |        |
|  | 15 decembrie  |               |              |    |        |        |
|  |               |               |              |    |        |        |
|  | Norvegia      | 28            |              |    |        |        |
|  | Norvegia      | 28            |              |    |        |        |
|  | Rusia         | 33            |              |    |        |        |

### Meciul pentru locurile 7–8
| 13 decembrie 2019 04:30 | Germania | 24 – 35 | Suedia    | Park Dome Kumamoto, Higashi-ku Asistență: 6.860 Arbitri: García, Marín |
| 13 decembrie 2019 04:30 | Stolle 6 | (13–18) | Gulldén 7 | Park Dome Kumamoto, Higashi-ku Asistență: 6.860 Arbitri: García, Marín |
| 13 decembrie 2019 04:30 | 2× 1×    | Raport  | 1×        | Park Dome Kumamoto, Higashi-ku Asistență: 6.860 Arbitri: García, Marín |

### Meciul pentru locurile 5–6
| 13 decembrie 2019 07:30 | Serbia        | 26 – 28 | Muntenegru  | Park Dome Kumamoto, Higashi-ku Asistență: 5.690 Arbitri: Belkhiri, Hamidi |
| 13 decembrie 2019 07:30 | Stoiljković 6 | (12–13) | Ramusović 4 | Park Dome Kumamoto, Higashi-ku Asistență: 5.690 Arbitri: Belkhiri, Hamidi |
| 13 decembrie 2019 07:30 | 1×            | Raport  | 4× 3×       | Park Dome Kumamoto, Higashi-ku Asistență: 5.690 Arbitri: Belkhiri, Hamidi |

### Semifinalele
| 13 decembrie 2019 10:30 | Norvegia | 22 – 28 | Spania           | Park Dome Kumamoto, Higashi-ku Asistență: 4.261 Arbitri: Alpaidze, Berezkina |
| 13 decembrie 2019 10:30 | Aune 5   | (13–13) | Cabral Barbosa 7 | Park Dome Kumamoto, Higashi-ku Asistență: 4.261 Arbitri: Alpaidze, Berezkina |
| 13 decembrie 2019 10:30 | 3×       | Raport  | 5× 2×            | Park Dome Kumamoto, Higashi-ku Asistență: 4.261 Arbitri: Alpaidze, Berezkina |

| 13 decembrie 2019 13:30 | Rusia        | 32 – 33 | Țările de Jos | Park Dome Kumamoto, Higashi-ku Asistență: 4.240 Arbitri: Bonaventura, Bonaventura |
| 13 decembrie 2019 13:30 | Viahireva 11 | (16–16) | Polman 9      | Park Dome Kumamoto, Higashi-ku Asistență: 4.240 Arbitri: Bonaventura, Bonaventura |
| 13 decembrie 2019 13:30 | 3× 2×        | Raport  | 3×            | Park Dome Kumamoto, Higashi-ku Asistență: 4.240 Arbitri: Bonaventura, Bonaventura |

### Finala mică
| 15 decembrie 2019 10:30 | Norvegia           | 28 – 33 | Rusia       | Park Dome Kumamoto, Higashi-ku Asistență: 8.664 Arbitri: García, Marín |
| 15 decembrie 2019 10:30 | Arntzen, Oftedal 7 | (15–18) | Viahireva 9 | Park Dome Kumamoto, Higashi-ku Asistență: 8.664 Arbitri: García, Marín |
| 15 decembrie 2019 10:30 | 4× 1×              | Raport  | 4×          | Park Dome Kumamoto, Higashi-ku Asistență: 8.664 Arbitri: García, Marín |

### Finala
| 15 decembrie 2019 13:30 | Spania           | 29 – 30 | Țările de Jos | Park Dome Kumamoto, Higashi-ku Asistență: 9.624 Arbitri: Bonaventura, Bonaventura |
| 15 decembrie 2019 13:30 | Cabral Barbosa 7 | (13–16) | Polman 9      | Park Dome Kumamoto, Higashi-ku Asistență: 9.624 Arbitri: Bonaventura, Bonaventura |
| 15 decembrie 2019 13:30 | 1× 2× 1×         | Raport  | 3× 2×         | Park Dome Kumamoto, Higashi-ku Asistență: 9.624 Arbitri: Bonaventura, Bonaventura |

## Clasamentul și statistici
Echipele de pe locurile 9–12 s-au clasat după: 
1) numărul de puncte câștigate în partidele disputate împotriva echipelor clasate pe locurile 1–4 în grupele preliminare;
2) diferența de goluri în partidele disputate împotriva echipelor clasate pe locurile 1–4 în grupele preliminare;
3) golaverajul în partidele disputate în grupele preliminare;.
| Loc | Echipă        |
| --- | ------------- |
| 1   | Țările de Jos |
| 2   | Spania        |
| 3   | Rusia         |
| 4   | Norvegia      |
| 5   | Muntenegru    |
| 6   | Serbia        |
| 7   | Suedia        |
| 8   | Germania      |
| 9   | Danemarca     |
| 10  | Japonia[a]    |
| 11  | Coreea de Sud |
| 12  | România       |
| 13  | Franța        |
| 14  | Ungaria       |
| 15  | Angola        |
| 16  | Argentina     |
| 17  | Brazilia      |
| 18  | Senegal       |
| 19  | Slovenia      |
| 20  | RD Congo      |
| 21  | Cuba          |
| 22  | Kazahstan     |
| 23  | China         |
| 24  | Australia     |

|  | Calificate la Olimpiada din 2020 în calitate de campioană sau gazdă            |
|  | Calificate la Olimpiada din 2020 prin intermediul altor competiții             |
|  | Calificate la Turneul olimpic de calificare                                    |
|  | Calificate la Turneul olimpic de calificare prin intermediul altor competiții0 |

| Campionatul Mondial de Handbal Feminin din 2019 · Olanda · Primul titlu Echipa: Jessy Kramer, Laura van der Heijden, Debbie Bont, Lois Abbingh, Larissa Nusser, Danick Snelder, Bo van Wetering, Delaila Amega, Kelly Dulfer, Merel Freriks, Inger Smits, Martine Smeets, Angela Malestein, Rinka Duijndam, Tess Wester, Dione Housheer, Estavana Polman. · Antrenor principal: Emmanuel Mayonnade. |

| Post                         | Handbalistă              |
| ---------------------------- | ------------------------ |
| Portar                       | Tess Wester (NED)        |
| Extremă stânga               | Camilla Herrem (NOR)     |
| Inter stânga                 | Alexandrina Cabral (SPA) |
| Pivot                        | Linn Blohm (SWE)         |
| Coordonator                  | Estavana Polman (NED)    |
| Inter dreapta                | Anna Viahireva (RUS)     |
| Extremă dreapta              | Jovanka Radičević (MNE)  |
| Jucătoarea competiției (MVP) | Estavana Polman (NED)    |

| Poz. | Nume                 | Goluri | Șuturi | %  | Meciuri |
| ---- | -------------------- | ------ | ------ | -- | ------- |
| 1    | Lois Abbingh         | 71     | 114    | 62 | 10      |
| 2    | Ryu Eun-hee          | 69     | 114    | 61 | 8       |
| 3    | Tjaša Stanko         | 62     | 98     | 63 | 7       |
| 4    | Alexandrina Cabral   | 60     | 95     | 63 | 10      |
| 5    | Estavana Polman      | 58     | 107    | 54 | 10      |
| 5    | Jovanka Radičević    | 58     | 82     | 71 | 9       |
| 7    | Stine Bredal Oftedal | 51     | 82     | 62 | 10      |
| 8    | Cristina Neagu       | 49     | 82     | 60 | 7       |
| 9    | Iaroslava Frolova    | 48     | 69     | 70 | 10      |
| 10   | Sally Potocki        | 47     | 100    | 47 | 7       |

| Poz. | Nume              | %  | Parade | Șuturi | Meciuri |
| ---- | ----------------- | -- | ------ | ------ | ------- |
| 1    | Catherine Gabriel | 42 | 34     | 81     | 7       |
| 2    | Viktoria Kalinina | 39 | 42     | 107    | 7       |
| 3    | Sandra Toft       | 39 | 90     | 229    | 8       |
| 4    | Hatadou Sako      | 37 | 85     | 228    | 7       |
| 5    | Dinah Eckerle     | 36 | 103    | 290    | 9       |
| 6    | Blanka Bíró       | 35 | 43     | 123    | 7       |
| 6    | Amandine Leynaud  | 35 | 46     | 133    | 7       |
| 6    | Silje Solberg     | 35 | 113    | 321    | 10      |
| 9    | Bárbara Arenhart  | 34 | 49     | 146    | 7       |
| 9    | Filippa Idéhn     | 34 | 88     | 256    | 9       |